# Космічна одіссея 2001 року (фільм)
«Космічна одіссея 2001 року» (англ. 2001: A Space Odyssey) — британський класичний та культовий кінофільм режисера Стенлі Кубрика у жанрі наукової фантастики. Це один з найбільш візуально значущих фільмів світового кінематографу, що здобув премію «Оскар» за найкращі візуальні ефекти. В основу фільму ліг твір письменника-фантаста Артура Кларка «Вартовий», а сам письменник працював разом з режисером над сценарієм, перетвореним паралельно на роман «2001: Космічна Одіссея».
Сюжет обертається навколо знахідки на Землі та поза нею загадкових чорних Монолітів. Фільм показує їхній вплив на виникнення та розвиток людей і вирішення пов'язаних з ними стосунків творця й творіння. Головна частина сюжету описує політ космічного корабля «Discovery One» до нововідкритого Моноліта. Під час подорожі штучний інтелект корабля ставить досягнення мети понад життя екіпажу, який починає боротьбу за виживання.
На 1 березня 2024 року фільм займав 97-му позицію у списку 250 кращих фільмів за версією IMDb.

## Сюжет
Перші кадри «Космічної одіссеї 2001 року» показують Землю епохи зародження людства. В савані живе стадо австралопітеків, які страждають від голоду і сварок між собою. Вночі в савані з'являється Моноліт, що прилетів на Землю з космосу. Потрапивши під сонячне проміння, він пробуджує в приматів раціональне мислення. Австралопітеки здогадуються використати кістки як знаряддя для полювання, з чого починається їхня еволюція в людину, а Моноліт зникає.
Дія переноситься на кілька мільйонів років уперед, у майбутнє людей. На космічну станцію біля Землі прибуває доктор Гейвуд Флойд. Він очікує на рейс космічного корабля до місячної бази «Клавій», а тим часом спілкується по відеозв'язку з донькою і зустрічає знайомих учених. Від них Флойд чує про дивні події на базі: вже десять днів не можна отримати дозвіл на посадку туди. Насправді доктор має таємну місію на Місяці: дослідити знайдений там Моноліт, через який туди й не пускають сторонніх. Гейвуд обговорює з дослідниками, чи варто приховувати відкриття, й інформацію вирішують тримати в таємниці від громадськості. Щоб зібрати додаткові відомості, він вирушає до Моноліта, розкопаного під товщею місячного ґрунту. На розкопках він бачить цілковито чорний паралелепіпед. Коли на нього потрапляє сонячне проміння, артефакт посилає сигнал у космос.
Минає вісімнадцять місяців. Корабель «Discovery One» летить до Юпітера. Оскільки люди ще не здійснювали настільки тривалих перельотів, було вирішено ввести команду дослідників у стан анабіозу, а політ довірити трьом членам екіпажа — двом пілотам NASA й новітньому комп'ютеру зі штучним інтелектом HAL 9000. Однак, крім логічних побудов, до алгоритму роботи HAL 9000 внесено й відтворення людських емоцій. У нього навіть беруть інтерв'ю, як у повноцінного члена екіпажу. Вчені Девід Боумен і Френк Пул обговорюють, чи є його емоції справжніми, а чи лише імітацією. Від HAL 9000 вони дізнаються про мету експедиції — ще один Моноліт, більший за місячний. Але на заваді стає вихід із ладу антени для зв'язку із Землею.
Пул виходить у відкритий космос на ремонтній капсулі, щоб полагодити антену. Однак у нього виходить із ладу система подання кисню. Боумен сідає в іншу капсулу і рятує колегу. Обоє дослухаються до рекомендації комп'ютера, як здійснити ремонт, але зауважують розбіжність між його даними і власними спостереженнями. Вони підозрюють, що HAL 9000 помиляється, тому вирішують вимкнути комп'ютер. Тим часом виходить з ладу система підтримки життя решти трьох астронавтів, які перебувають в анабіозі. HAL 9000 вбиває Френка, коли той виходить у космос. Боумен здогадується, що комп'ютер вбивця і розпитує, навіщо він це зробив. Той відповідає, що по губах прочитав розмову астронавтів про його відімкнення. Оскільки його головною програмою є забезпечити успіх експедиції, HAL 9000 вирішив усунути людей як головну загрозу в дослідженні Моноліта.
Боумен наважується відімкнути модулі комп'ютера, які відповідають за мислення і, одягнувши скафандр, вирушає до їх сховища. HAL 9000 намагається переконати астронавта, що не вбиватиме його і боїться померти. Але той не вірить і вимикає його вищі мисленнєві функції. Лишившись наодинці, Боумен досягає Юпітера.
На орбіті планети Боумен бачить таємничий Моноліт і, наблизившись, стрімко переноситься крізь абстрактний простір. Дослідник бачить дедалі дивніші видіння, поки не опиняється в кімнаті, створеній невідомим розумом за зразком людської архітектури. Приголомшений Боумен бачить постарілого самого себе, а потім і сам стає ним. Відчуваючи, що помирає, він лягає на ліжко і бачить перед собою Моноліт. Боумен перетворюється на зародок людини наступного етапу еволюції, що дивиться з космосу на Землю.

## Створення фільму

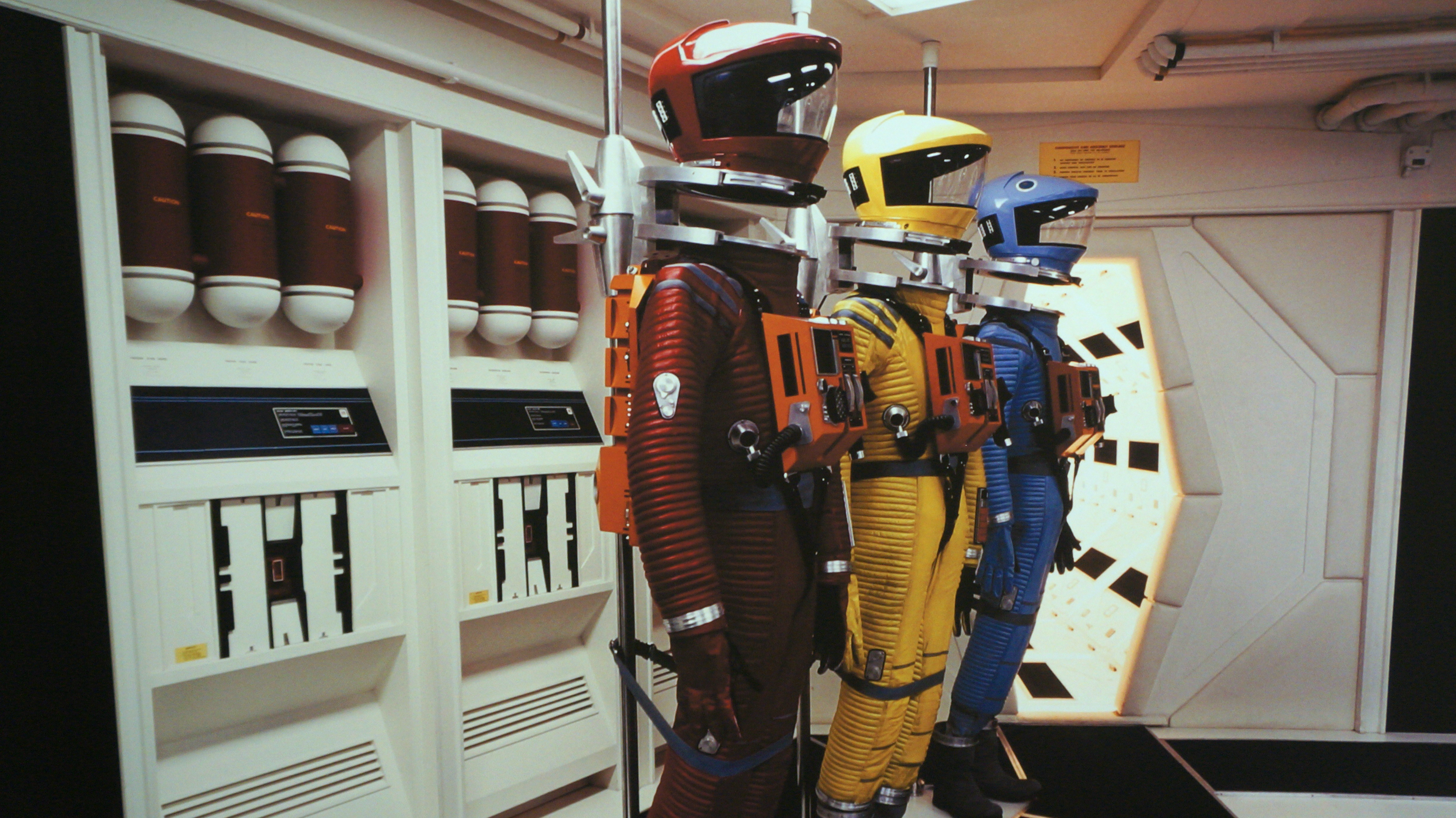
Реквізит фільму

Після завершення роботи над фільмом «Доктор Стренджлав» (1964), Стенлі Кубрик зацікавився темою позаземного розуму. Задумуючи фільм про це, Кубрик прагнув створити фільм якомога реалістичнішим із технічної точки зору. Тому він познайомився з працівниками НАСА: художником Гаррі Ленджем і вченим Фредеріком Ордвеєм. Для написання сценарію він звернувся по допомогу до письменника Артура Кларка і обидва почали писати відповідно сценарій і роман одночасно. Якщо Кубрик міняв щось у сценарії, Кларк робив відповідну зміну в романі й навпаки, тож обидва фактично стали співавторами двох творів. Передбачалося, що Кубрика буде названо співавтором роману, оскільки він завершив роботу першим, однак зрештою єдиним автором зазначений Кларк. Число 2001 у назві фільму було обрано тому, що це перший рік нового сторіччя й тисячоліття. За словами Артура Кларка, Стенлі Кубрик хотів застрахуватися на чималу суму від можливих втрат на той випадок, якщо позаземний розум буде відкрито до прем'єри фільму.
У квітні 1965 на основі ілюстрацій Ленджа художник Ентоні Мастерс почав роботу над декораціями. Кубрик найняв Білла Пірсона — відомого конструктора моделей для кіно, що створив низку моделей космічних кораблів від кількох сантиметрів до 16-ти метрів завдовжки. Кораблі збирали з дерева, оргскла і пластмаси. Для зйомок місячного пейзажу привезли, вимили й пофарбували кілька тонн піску. Вже під час роботи над фонами Кларк і Кубрик домовилися зробити метою «Discovery One» не Юпітер, а Сатурн, оскільки ця планета завдяки своїм кільцям видовищніша. Проте від ідеї довелося відмовитися, інакше довелося б переробляти вже готові фони. У своїх дослідження Кубрик натрапив на проєкт «Оріон» із ядерним двигуном Фрімена Дайсона. Саме такими планували обладнати «Discovery One», але Кубрик згодом передумав, щоб не викликати асоціацій із «Доктором Стренджлавом». Назва «Оріон» все ж залишилася у фільмі — так було названо посадковий місячний модуль.

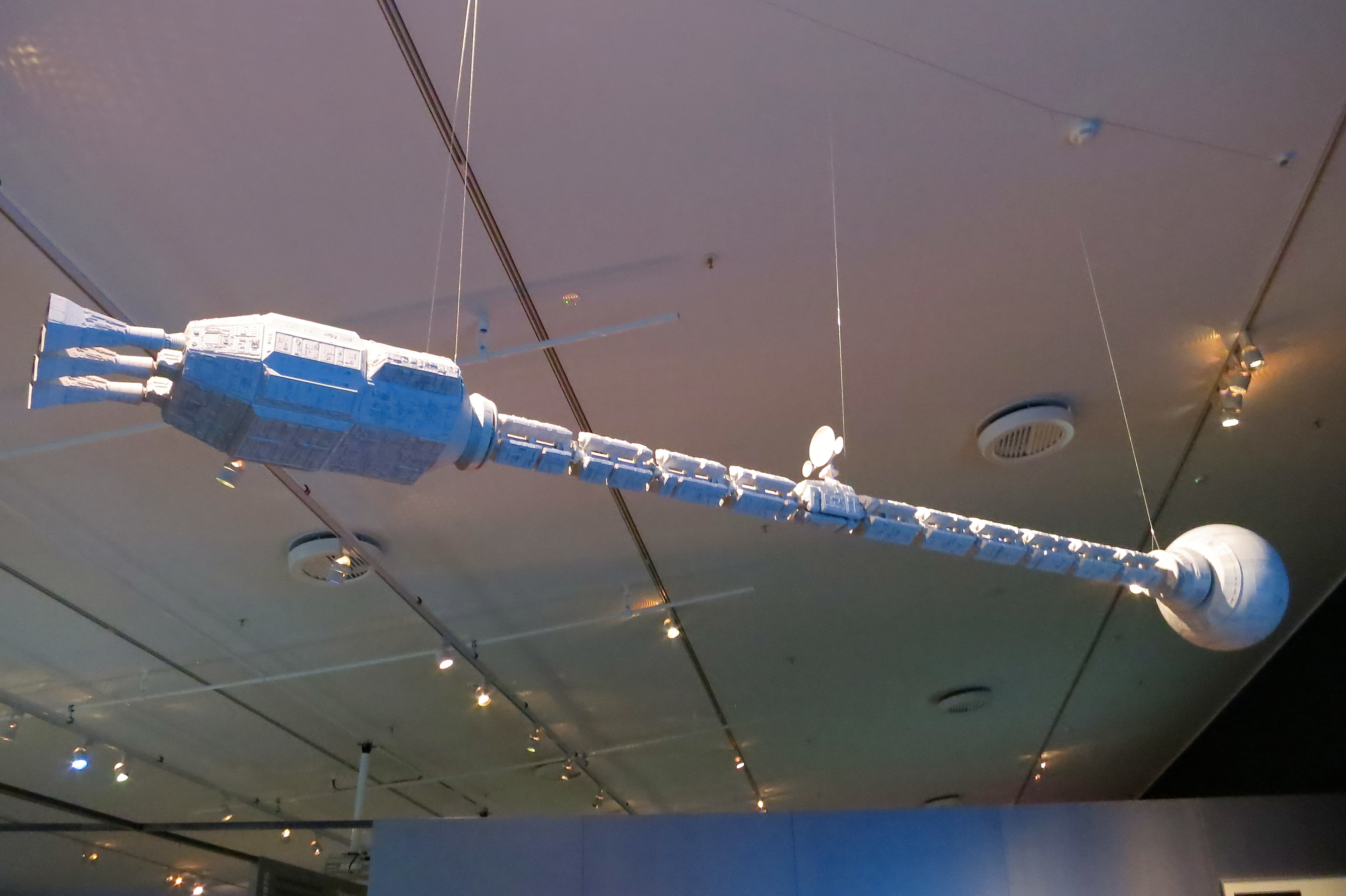
Модель «Discovery One»

Фільм коштував близько 10,5 мільйонів фунтів стерлінгів, з яких 6,5 мільйонів пішли на спецефекти. Задля досягнення ілюзії великих розмірів моделі кораблів знімали покадрово з різним фокусом. Завдяки цьому і близькі, і віддалені їхні частини виглядали однаково чітко. Зорі було знято за допомогою листа металу, пофарбованого в чорний колір, в якому вручну було просвердлено отвори, за якими містилося джерело світла. Рухаючи цей лист, Кубрик імітував політ космічних апаратів. Моноліт було виготовлено з дерева в натуральну величину і покрито кількома пластами чорної фарби з графітом. Артефакт спершу мав бути чорним тетраедром, однак на зйомках він неправильно відбивав світло. Потім Кубрик вирішив використовувати прозорий куб, але це виявилося занадто складно, тому що він відбивав світло студійних ламп. Потім був прямокутний моноліт з акрилу, який здався Кубрику неправдоподібним, і тільки потім — чорна плита із пропорціями сторін 1-4-9, такими ж, як у будинку ООН у Нью-Йорку. Кубрик хотів, щоб усередині цього артефакту проявлялися якісь зображення і він вчив цим первісних приматів виготовляти знаряддя. Спеціально був виготовлений Моноліт з оргскла, проте через недостатньо якісне зображення задум було відкинуто.
Головною проблемою стали зйомки невагомості. Для цього в студії було побудовано величезні декорації — гігантську центрифугу вартістю $ 750 тисяч діаметром понад 10 м було створено компанією Vickers Engineering Group за шість місяців. Все обладнання та меблі, які перебували всередині центрифуги, кріпилися до підлоги. Вона не могла обертатися досить швидко для утримання акторів на внутрішній поверхні, але дозволяла зняти обертання космічної станції. Зображення телевізорів всередині центрифуги знімали окремо і потім накладали на плівку з інтер'єром. Щоб показати людей у невагомості, акторів підвішували на тросах. При цьому обирали такий ракурс і розташування декорацій, щоб троси приховати за самими акторами. Загалом у фільмі налічують 205 спецефектів, а після зйомок було знищено всі декорації.
Ролі мавп грали актори в костюмах, які попередньо спостерігали за поведінкою горил у зоопарку.
Спочатку Кубрик планував, що музику спеціально для цього фільму напише Алекс Норт (який вже писав музику для його «Спартака»). Під час зйомок Кубрик ставив акторам класичну музику, щоб створити потрібний настрій. Ефект настільки його вразив, що він вирішив використовувати її й у фільмі. Саундтрек Норта було випущено Varese/Sarabande 5400 окремою платівкою ('Alex North's 2001').
Артур Кларк після прем'єри сказав про цей фільм: «Якщо ви його цілковито зрозуміли, то ми зазнали невдачі. Ми прагнули порушити в ньому більше питань, ніж дати відповідей».

## Сприйняття
Незадовго після виходу на екрани фільм зібрав суперечливі відгуки. Кубрик називав критиків, які відгукнулися негативно, «догматично атеїстичними, матеріалістичними і прикованими до землі». На агрегаторі кінорецензій Rotten Tomatoes фільм зібрав 91 % схвальних рецензій критиків і 89 % схвалення від пересічних глядачів. Консенсус критиків характеризує його: «Один із найвпливовіших із усіх науково-фантастичних фільмів — і один із найсуперечливіших — „2001“ Стенлі Кубрика — це тонка, поетична медитація про винахідливість — і дурість — людства». На Metacritic середня оцінка становить 84 бали зі 100.
Рената Адлер у газеті «The New York Times» 1968 року писала, що спецефекти в «Космічній одіссеї» одні з найкращих, але фільм при тому «безкомпромісно повільний» і надмірно зосереджується на деталях. Через те він є «чимось середнім між гіпнотичним і надзвичайно нудним». Кубрик поставився до свого фільму як художник до картини, котрий насолоджується малюванням кожного мазка, але це втомлює глядачів, які спостерігають за процесом.
Роджер Еберт у 1997 році зазначив, що «Космічна одіссея» все ще виглядає переконливо та радше схожа документальний твір, аніж на художній. При цьому в «Космічній одіссеї» важливіші картинка й музика, а не слова персонажів — цим кінокартина нагадує німі фільми. «Космічна одіссея» особлива тим, що вона не про досягнення мети, а про пошук, про те, що «наш розум дав нам інструменти, щоб зрозуміти, де ми живемо і хто ми є. Тепер настав час переходити до наступного кроку — знати, що ми живемо не на планеті, а серед зірок, і що ми не плоть, а розум».
Стівен Гантер у газеті «The Washington Post» 2001 року описав «Космічну одіссею» як «роздратування, загорнуте в загадку». Після затягнених і наївних двох перших частин наступає цікава головна оповідь про протистояння астронавтів комп'ютеру. Та «фінальна частина залишається візуально приголомшливою, хоча інтелектуально розпливчатою». Ідея про те, що люди потребують скеровування вищою силою, була кумедним тропом у незначному оповіданні Артура Кларка. Але в фільмі Кубрика її перетворено на непомірний епос, ведучи до завершення, що вражає своїм виглядом, але ставить питання без відповідей.
Ден Чиассон писав у журналі «The New Yorker» 2018 року: частина геніальності Кубрика полягає в тому, що він не просто показав деталі майбутнього, а створив це майбутнє, скориставшись реальним дизайном від Whirlpool, Macy's, DuPont, Parker Pens, Nikon. Зобразивши меблі, столове начиння, пристрої на екрані, Кубрик популяризував ці вироби і зробив реальний 2001 рік схожим на фільм. Кубрик прагнув «показати всю арку людського життя („від мавпи до ангела“, як зневажливо висловилася [Полін] Кейл)» зі спецефектами радикального масштабу й амбіцій, дослідити причини віри в позаземне життя. Критики глузували з фільму як затягненого й незрозумілого, але його врятували люди, що шукали релігійних одкровень. Так, згідно з одним повідомленням, молодий чоловік на показі в Лос-Анджелесі кинувся в кіноекран, вигукуючи: «Це Бог! Це Бог!».

## Навколо фільму
- Фільм «Космічна одіссея 2001 року» Стенлі Кубрика певними моментами нагадує кінострічку 1963 року чехословацької кінематографії у жанрі класичної наукової фантастики «Ікарія XB 1», режисера Генріха Полака, яка своїм змістом пов'язана з романом Станіслава Лема «Магелланова хмара» (1955), що її американський режисер бачив раніше в Нью-Йорку, однак у титрах фільму про це не згадано[21].
- Під впливом від фільму співак Девід Бові написав пісню Space oddity, що стала своєрідним гімном дослідження космосу[22].
- У 2018 році Майкл Бенсон[en] опублікував книгу про фільм «Космічна Одіссея: Стенлі Кубрик, Артур Кларк та створення шедевра».